# Srednjeafriška republika
Srédnjeáfriška repúblika, tudi Cêntralnoáfriška repúblika, (prej znana kot francoska kolonija Ubangi-Shari) je privzela to ime ob neodvisnosti leta 1960. Po treh mračnih desetletjih slabega vladanja - večinoma z vojaškimi huntami - je dobila prvo civilno vlado leta 1993. Ta celinska država v Srednji Afriki na severu meji na Čad, na vzhodu na Sudan in Južni Sudan, na jugu na DR Kongo in Republiko Kongo, ter na zahodu na Kamerun.